# 蟻人 (電影)
是一部於2015年上映的美國超級英雄電影，改編自漫威漫畫的同名超級英雄蟻人。本片由漫威影業製作，並由華特迪士尼工作室電影負責發行。本片為漫威電影宇宙系列的第十二部電影，由派頓·瑞德執導，艾德格·萊特、喬·柯尼許、亞當·麥凱和保羅·路德共同撰寫劇本，並由保羅·路德、麥克·道格拉斯、寇瑞·史托爾、伊万杰琳·莉莉、麥可·潘納、波比·簡拿威、T.I.、伍德·哈瑞斯、茱蒂·葛瑞兒及大衛·達斯馬齊連等人主演。
《蟻人》於2015年6月29日在洛杉磯首映，並在2015年7月17日於美國正式上映（含2D和IMAX 3D）。電影發行後，在全球收穫超過5.19億美元的票房，並得到影評人的普遍讚譽。續集《蟻人與黃蜂女》在2018年7月6日發行。

## 劇情
1989年，神盾局科學顧問漢克·皮姆研究出一種能夠讓人體縮小至原子大小的「皮姆粒子」（Pym Particles），但之後發現霍華·史塔克等神盾局高層試圖瞞著他自行生產粒子。漢克憤而辭職以捍衛成果，發誓在有生之年盡其所能隱藏技術。現今，退休的漢克跟疏遠多時的女兒荷普·汎戴茵重逢，荷普表示漢克以前的門生達倫·克羅斯已經獨霸他一手創始的「皮姆科技公司」（Pym Tech），並試圖著手研發一種跟皮姆粒子類似的技術，包括配對戰鬥服黃蜂戰衣。得知此事的漢克開始緊張，認為此技術若將大量生產會引起軒然大波。
竊盜犯史考特·朗恩刑滿出獄後決定洗心革面，但被前妻瑪姬與她的警察未婚夫吉姆·派斯頓以沒交贍養費為由而禁止他接觸女兒凱西。由於犯罪前科而難找工作，缺錢的史考特不得不求助前獄友路易斯，與他帶領的團隊合作一幢入室盜竊，聯手竊取一棟屋主外出的大宅裡的保險箱。史考特單靠隨機應變就進入房子地下室，但在保險箱中只找到一套類似摩托服的衣服。無功而返的史考特回去後經不起好奇，試穿服裝時突然被縮至螞蟻一般大小，在公寓裡連續躲避人群才恢復原來的大小。史考特第一時間將服裝還回去，但不慎被警察抓回警局，大宅的屋主漢克拜訪史考特，再次給他一個逃獄的機會，用螞蟻偷偷將縮小衣偷運給他後，讓他騎著一隻木蟻逃出警局。史考特回到漢克的大宅，得知是漢克設局讓自己遛進來偷走服裝，藉以測試史考特的能力來成為新一代「蟻人」偷走達倫的技術。
為了回到女兒身邊，史考特開始與荷普進行嚴格訓練，以縮小身軀穿鑰匙孔和與自己的螞蟻同夥們打好交道，但在訓練時處處碰壁。當荷普決定讓自己身穿戰服去完成任務，卻被漢克大聲拒絕。史考特得知漢克的妻子珍娜·汎戴茵在多年前為了阻止一顆蘇聯核彈，被迫將她的身軀縮小至亞原子才制止危機；漢克也因此警告史考特千萬不能亂動蟻人服的調節器。史考特隨後開始集中精神通過各種訓練，最後階段則是去霍華·史塔克名下的一間舊倉庫偷盜特殊零件，但眾人未預料到倉庫如今改建成復仇者總部。不想前功盡棄的史考特縱身跳下去，與看守總部的山姆·威爾森交過手後成功得到零件。
達倫經過夜以繼日的實驗完成自己的粒子技術，在皮姆科技大樓中舉辦揭幕儀式。由於大樓的保安程度升級，史考特招募路易斯一行夥伴，受邀參加的漢克與荷普負責拖延時間。史考特伴隨著螞蟻大軍從排水道進入大樓中，首先破壞大樓服務器並裝置炸彈，在即將要偷到黃蜂戰衣前卻中計而被關在其中。達倫將漢克和荷普劫持後，打算將戰甲和粒子技術全數賣給前神盾局高官米契·卡森；卡森如今身為九頭蛇的代表人物。史考特脫離險境的一瞬間，荷普擊敗所有九頭蛇的人，但卡辛卻拿走達倫留下的裝有粒子的小瓶後走為上策。史考特去追趕達倫的直升機，當大樓疏散完畢後，炸彈爆炸使皮姆科技大樓毀於一旦。達倫見自己的未來化為泡影後，換上黃蜂戰衣與史考特鎖入手提箱中對決。箱子直落一座花園游泳池，史考特一度擊退達倫，但他很快被派斯頓與其搭檔依法逮捕。
死性不改的達倫闖進瑪姬的家挾持凱西，派斯頓被迫開警車回家。史考特靠縮小趕至凱西的房間，與達倫以縮小狀態在凱西的湯瑪士小火車模型上展開生死對決。派斯頓到二樓跟史考特聯手救凱西，但達倫攔住他們去路，史考特被迫手動開啟調節器將自己縮小至亞原子，鑽進達倫的戰甲中破壞粒子管道，使達倫直接失控般的縮小直到消失。同樣縮為亞原子的史考特掉進量子領域，但在聽到凱西的呼喊後，透過把放大器放入調節器再扭動、從而成功回到宏觀世界。凱西高興地迎接父親歸來，史考特將救人功勞讓給派斯頓。派斯頓因此對史考特改觀，跟瑪姬重新接納他。
漢克對史考特逃出量子領域的經歷極為執著，開始重新沉思自己妻子的下落，史考特和荷普同時開始喜歡上彼此。路易斯再度聯絡史考特，在他的一通細節的介紹下，最後告知山姆·威爾森正在尋找他。事情平息，漢克帶著荷普打開保險箱裏面的一道秘門，將自己和妻子一同設計的黃蜂女戰服交托給她。在片尾片段，山姆在一間倉庫見到史提芬·羅傑斯，在場的人包括被他們抓獲的巴奇·巴恩斯；兩人考慮到“協議”的問題而無法聯繫東尼·史塔克，開始商量該如何進行下一步時，山姆於是推薦史考特能作為盟友加入他們。

## 演員

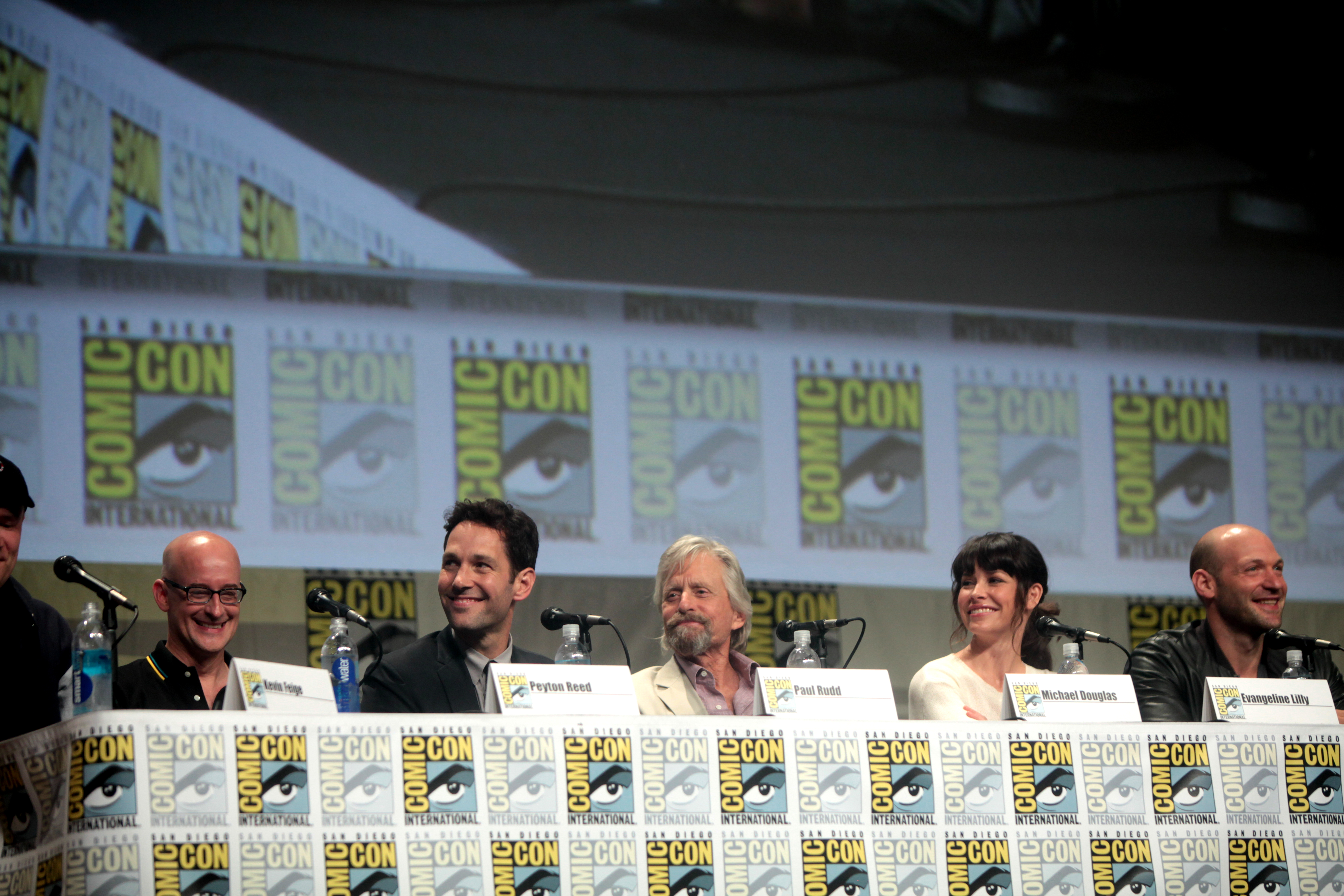
導演和各主要演員一起出席2014年聖地亞哥國際動漫展宣傳電影。左至右：派頓·瑞德、保羅·路德、米高·德格拉斯、伊凡潔琳·莉莉和寇瑞·史托爾

| 演員             | 角色                      | 簡介 |
| 保羅·路德        | 「蟻人」史考特·朗恩       | 一名前系統工程師與竊盜犯，偷竊技巧十分高超，其特質被漢克·皮姆所挑選上，因而成為第二代蟻人，但因為犯下的罪行而與家人疏離。有一個長期分居但仍非常疼愛的女兒凱西。                        |
| 米高·德格拉斯    | 漢克·皮姆                 | 前神盾局科學顧問、著名昆蟲學家和物理學家，開發出可改變物質分子距離的「皮姆粒子」，利用粒子成為第一代蟻人。                                                                             |
| 伊凡潔琳·莉莉    | 荷普·汎戴茵               | 漢克的女兒，克羅斯的助理，本來自從母親發生的事情而對漢克有著誤解，同時對史考特亦存有偏見，但後來還是選擇回到父親身邊求助。                                                             |
| 寇瑞·史托爾      | 「黃蜂戰士」達倫·克羅斯   | 漢克以前的門生，野心勃勃，將皮姆逐出並接管其一手創辦的公司後取得其技術並開發出黃蜂戰衣。                                                                                               |
| 巴比·卡納佛      | 吉姆·派斯頓               | 舊金山警察，瑪姬的現任丈夫，凱西的繼父。 |
| 麥可·潘納        | 路易斯                    | 史考特的獄友及最好的朋友，竊盜團隊的領袖，是一個話嘮，擅長滲透與拳擊。 |
| T.I.             | 戴夫                      | 竊盜團隊的成員，偷車與駕車的高手，負責駕車接應。 |
| 大衛·達斯馬齊連  | 寇特                      | 竊盜團隊的成員，一名電腦駭客，擅長電腦入侵。 |
| 艾比·萊德·福特森 | 凱西·朗恩                 | 史考特和瑪姬的女兒，即使長期與史考特分居，但仍然十分崇拜自己的父親。 |
| 茱蒂·葛瑞兒      | 瑪姬·朗恩                 | 史考特的前妻，與他離婚分居後嫁給派斯頓。 |
| 伍德·哈瑞斯      | 蓋爾                      | 一名警察，派斯頓的合作夥伴。 |
| 安東尼·麥基      | 「獵鷹」山姆·威爾森       | 前美軍退役傘兵，美國隊長的盟友，擅長使用便攜的高科技飛行翼進行空中作戰和掩護，現已加入復仇者聯盟。接獲線報至復仇者學院探查"外人"，遇見史考特並與其發生衝突，埋下招募史考特參戰的種子。 |
| 馬丁·唐納文      | 米契·卡森                 | 前神盾局高官，老成員，之後投靠犯罪組織九頭蛇，在漢克辭職的當天在場。 |
| 约翰·斯莱特利    | 霍華·史塔克               | 客串，「鋼鐵人」東尼·史塔克的父親，被譽為「軍事工業之父」的偉大發明家，神盾局的創辦人之一，漢克辭職的當天在場。要求漢克准予神盾局庫存皮姆粒子。                                        |
| 海莉·阿特维尔    | 佩姬·卡特                 | 客串，美國隊長的前女友，在美國隊長被冰封之後因霍華的邀請而成為神盾局的創始人之一，漢克辭職的當天在場。                                                                                 |
| 加勒特·摩裡斯    | 計程車司機                | 客串。摩裡斯曾在《週六夜現場》扮成蟻人。 |
| 克里斯·伊凡      | 「美國隊長」史提芬·羅傑斯 | 片尾客串。 |
| 賽巴斯汀·史坦    | 「酷寒戰士」巴奇·巴恩斯   | 片尾客串。 |
| 安娜·艾卡娜      | 女作家                    | 客串，為山姆送出蟻人的情報的一名女作家。 |
| 海莉·洛薇特      | 珍娜·汎戴茵               | 客串。漢克的妻子，第一代黃蜂女，在多年前的任務裏迷失在量子領域中。 |
| 史丹·李          | 酒保                      | 客串。 |

## 製作

### 發展
英國導演艾德格·萊特在2014年5月宣佈辭導《蟻人》，萊特自2006年起就開始已經致力於《蟻俠》的創作，但就在本片前期籌備工作結束，只等著開拍時他卻因創作分歧而突然退出。2014年6月8日，漫威宣佈由曾執導《沒問題先生》的派頓·瑞德接任導演工作。但也因此使得萊特原本的劇本不再被採用。2013年1月，凱文·費吉宣布電影將會是漫威電影宇宙第三階段的第一部作品。同年8月，萊特表示《蟻人》的前期製作將於10月開始，主体摄影則在2014年進行。

### 選角
電影最初是以第一代蟻人漢克·皮姆為主角的，後來漫威影業希望本片是適合一家大小觀看，逐將主角之位轉移到第二代蟻人史考特·朗恩身上。阿德里安·布罗迪、伊万·迈克格雷戈及常與埃德加·赖特合作的西蒙·柏奇也有洽談過。男主角最後成了喬瑟夫·高登-李維及保羅·路德之爭，漫威當時傾向較為年輕的喬瑟夫·高登-李維，埃德加·赖特則堅持保羅·路德是不二人選。
角色荷普·汎戴茵在片尾繼承母親的黃蜂女戰衣，但在埃德加·赖特劇本中並沒有把她塑造成黃蜂女，只是演出皮姆博士的女兒。他選定伊凡潔琳·莉莉之前，杰西卡·查斯坦、艾瑪·史東、拉什达·琼斯和布莱斯·达拉斯·霍华德均傳出會擔任女主角。莉莉本來並沒有興趣接拍超級英雄電影，亦沒有聽過「蟻人」，但經理人告訴她保羅·路德會參與其中，她才同意閱讀劇本，因為她本身就是路德的粉絲。當埃德加·赖特退出時，路德已與漫威簽約，但莉莉還沒有，她一心希望與萊特合作，本想藉此退出。但看過新的劇本後，還說被漫威說服了。
2013年12月，保羅·路德獲選飾演史考特·朗恩。隔年1月13日，漫威宣佈麥克·道格拉斯將飾演漢克·皮姆。在此之前，史蒂夫·布西密、西恩·賓、 皮尔斯·布鲁斯南及加里·奥德曼均是漢克·皮姆的人選。

### 拍攝

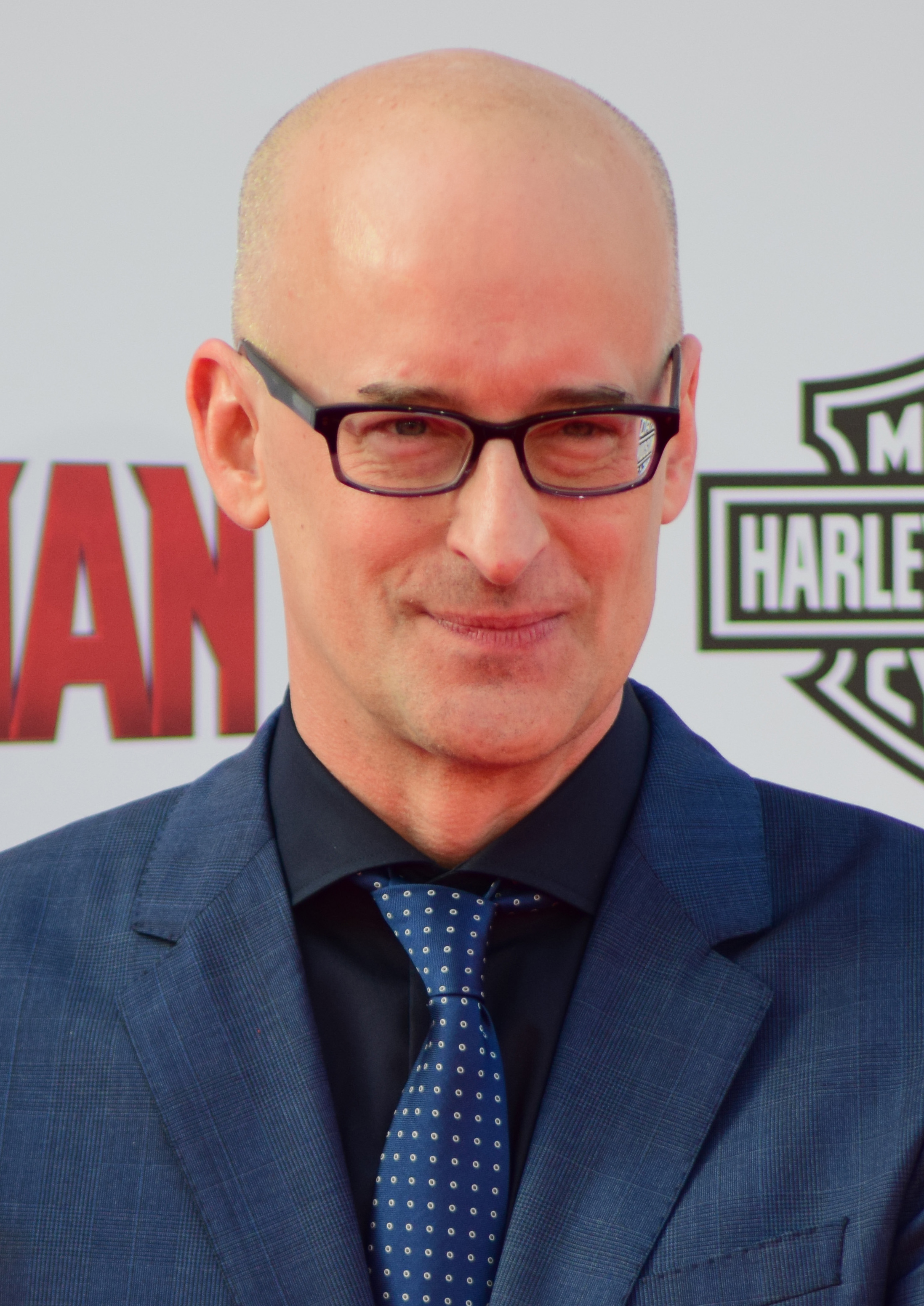
瑞德出席《蟻人》在好萊塢舉行的首映禮

主体摄影于2014年8月18日在旧金山开始，暂定名称《大脚怪》（Bigfoot），取景地包括美景公园和里脊区。到了2014年9月下旬，剧组转战佐治亚州費耶特縣松林亚特兰大工作室，此时大卫·卡拉汉完成了电影的改编。摄制还在亚特兰大市区的国家档案馆大楼内进行，以模拟片中旧金山金银岛的皮姆科技公司总部。2014年10月，马丁·多诺万加盟剧组，費吉透露《蚁人》不再作为漫威电影宇宙第三阶段的开始，改为第二阶段的结尾。当/Film的热尔曼·鲁西尔（Germain Lussier）表示《复仇者联盟：奥创纪元》和《美国队长3》的对调，使得本片像是个马后炮时，費吉表示：
不能说它（是马后炮）。事实是各阶段对我和某些人而言意义重大，但......《英雄內戰》是第三阶段的开始。只不过《蚁人》是第二阶段的另一种高潮，因为它在电影宇宙中意义重大。你会碰到新的角色，了解汉克·皮姆和他多年来与电影宇宙的渊源。但与此同时，影片在英雄方面采纳了《奥创纪元》的思路——重要的英雄人物复仇者联盟正从让人意想不到的地方登场......从这个方面来讲影片有着很大的联系。同时，汉克·皮姆对复仇者、对神盾局的态度和在电影宇宙中的总体性质，在《奥创纪元》的后续事件——更确切地说是《英雄內戰》前的事件中会被更多提及。
費吉后来补充了这种想法，“我们把《蚁人》放在第二阶段的结尾而不是第三阶段的开始，是因为它设立了许多你在第三阶段会看到的许多事物，其中一个是《奇異博士》中令人费解、扭曲事实的景观。”2014年12月5日，里德在社交媒体上宣布影片正式杀青。

## 音樂
2014年2月，导演埃德加·赖特发布推特表示史蒂文·普赖斯将为电影配乐。然而，2014年5月萊特离开项目后不久普赖斯也退出了。2015年1月，曾与萊特的取代人选派頓·瑞德在电影《美少女啦啦队》有过合作的克里斯托弗·贝克受雇取代普赖斯。在形容电影的配乐时，贝克表示，“对于《蚁人》来说，我希望按照我所喜欢的超级英雄电影那样，编写恢弘大气的交响乐配乐，其范围广阔，主题曲大气、引人关注。能让配乐在其他漫威电影中脱颖而出的制胜法宝，尽管是充满乐趣的偷鸡摸狗感，但毕竟它不单只是一部超级英雄电影，还是一部犯罪喜剧。”2015年7月17日，原声带以數碼渠道发行，8月7日登陆唱片媒介。

## 發行

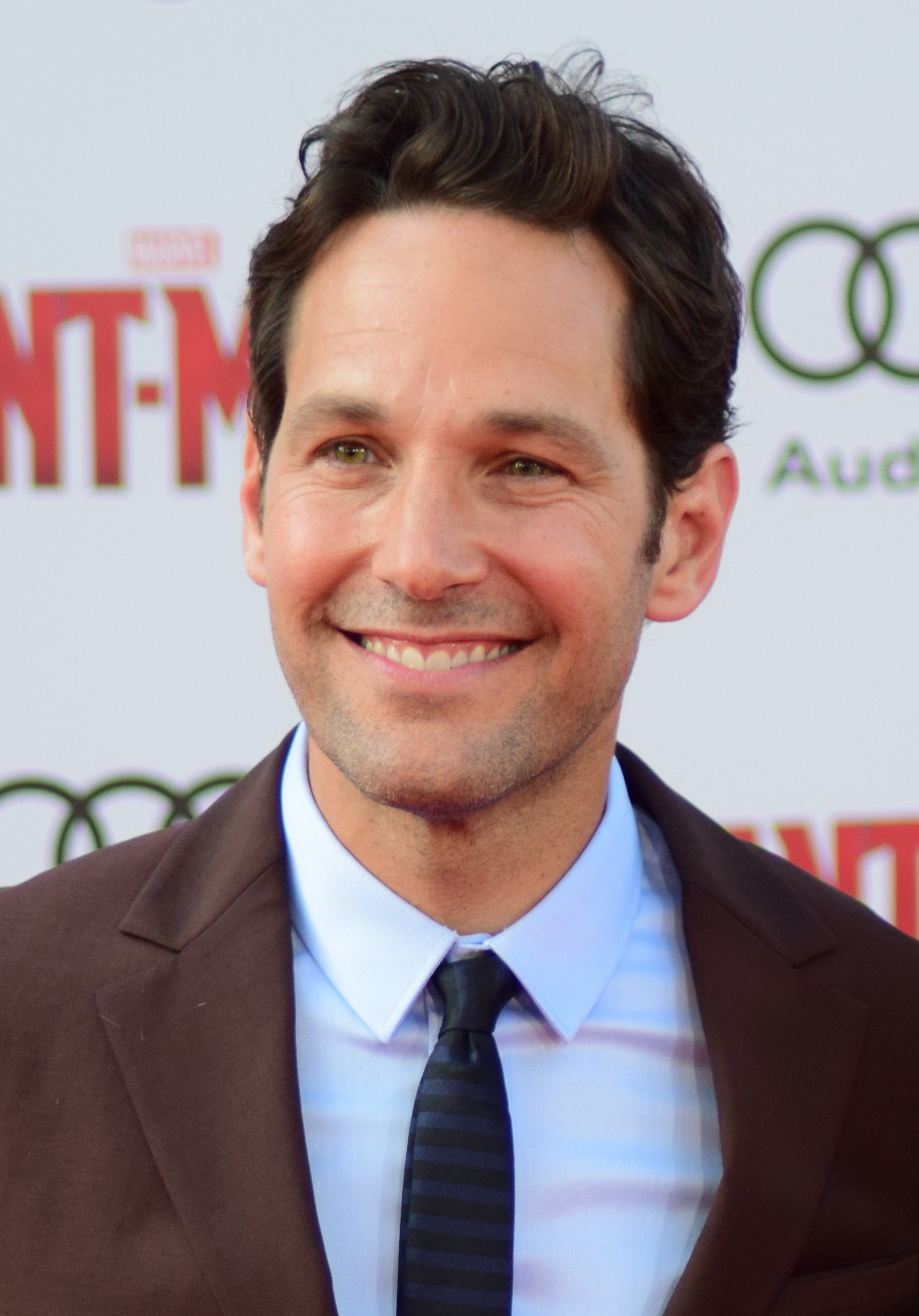
路德出席《蟻人》在好萊塢舉行的首映禮

《蟻人》於2015年6月29日在好萊塢的杜比劇院舉行首映。法國在同年7月14日發行，美國則定在7月17日上映，其中包含3D和IMAX 3D的版本。在此之前的發布日期為2015年11月6日，2013年9月，改至2015年7月31日，最後在2014年1月才決定於2015年7月17日推出。
首支正式預告已於2015年1月6日隨電視劇《卡特探員》釋出，在此之前曾釋出一則十幾秒的「螞蟻版」預告和前者的放大版。於2015年4月13日，第二支預告釋出。

### 評價
根据評論匯總网站爛番茄汇总的340篇评论文章，83%的评论家给予该作正面评价。该网站总结的评论家共识是“由於保羅·路德迷人的演出，《蟻人》有著漫威小而適當規模的驚險刺激——雖然稱不上像原著那麼地成功順利”。在Metacritic上，44位影評人共給予了64分的分數（滿分100分），這部電影獲得了「普遍好評」。據CinemaScore調查，觀眾的平均評價於A+至F間落於「A」。
TheWrap網站的阿隆索·杜拉爾德認為：「提供了沒有落實的笑點和快感不足的刺激」。《帝國雜誌》的金·紐曼評：「相當討人喜歡、合格幾分鐘的驚嘆」。

### 票房
據《Boxoffice》雜誌推測，《蟻人》在首周票房約能獲得5,500至6,000萬美元。7月2日，預測者認為能在北美首周賺進高達6,500萬美元的票房。週四晚上在北美開出640萬美元，首映當天為2,340萬美元，成為漫威一天中第二低的票房成績，只略勝於2008年的《無敵浩克》（2,140萬美元）週六共得1,925萬美元，下降了18%，首週總收入5,720萬美元。該成績在漫威改編電影中位居第二低，僅次於《無敵浩克》（5,540萬美元）。《蟻人》成為路德生涯中首映票房最高的真人電影，打破《好孕臨門》的紀錄（3,070萬美元），同時也為道格拉斯創下了紀錄，連續兩週蟬聯票房冠軍。截至2015年11月1日，中國大陸為電影最大的市場，票房收益1.031億美元，英國則以2,540萬美元其次，韓國收穫的1,890萬美元使其名列第三。《蟻人》在北美地區的總收入為1.82億美元，其他地區3.391億美元，全球總計5.183億美元。
台灣方面，首日票房為新台幣2,000萬元；首週四天票房為新台幣1.1億元；次週票房累計至新台幣2.5億元；第三週票房累計至新台幣3.08億元；第四週票房累計至新台幣3.3億元；最終全台票房為新台幣3.48億元。

### 榮譽
- 2015年
  - 2015年青少年選擇獎[65]
    - 夏季選擇獎：電影男演員：保羅·路德（提名）
    - 夏季選擇獎：電影女演員：伊凡潔琳·莉莉（提名）
- 2016年
  - 第42屆（英语：42nd Saturn Awards）土星獎[66][67]
    - 最佳漫畫改編動作電影獎（英语：Saturn Award for Best Comic-to-Film Motion Picture）：《蟻人》（獲獎）
    - 最佳男配角：米高·德格拉斯（提名）

  - 第21屆（英语：21st Empire Awards）帝國獎[68]
    - 最佳喜劇電影：《蟻人》（提名）
    - 最佳視覺效果：《蟻人》（提名）

  - 2016年MTV電影大獎[69]
    - 最佳英雄：保羅·路德（提名）

  - 第69屆英國電影學院獎[70]
    - 最佳特效：傑克·莫里森、格雷格·斯提勒、丹·蘇迪科（英语：Dan Sudick）和亞歷斯·烏特克（提名）

  - 第29屆（英语：2016 Kids' Choice Awards）兒童票選獎[71]
    - 最喜愛電影：《蟻人》（提名）

  - 第21屆（英语：21st Critics' Choice Awards）廣播影評人協會獎[72]
    - 最佳動作片男主角（英语：Critics' Choice Movie Award for Best Actor in an Action Movie）：保羅·路德（提名）

  - 第66屆（英语：American Cinema Editors Awards 2016）美國剪輯工會獎[73]
    - 最佳特色剪輯：喜劇或音樂劇：丹·勒邦塔爾（英语：Dan Lebental）和小柯爾比·帕克（提名）

## 續集
2015年6月，導演瑞德表示：「如果我們夠幸運，能出一部續集，甚至是前傳的話，那我將會參與。我真的愛上了這些角色...這還有很多和漢克·皮姆有關的故事要講」。2015年7月，麥可·道格拉斯表示，很希望由妻子凱薩琳·麗塔-瓊絲來演珍娜·汎戴茵。7月底，大衛·達斯馬齊連表示有興趣回歸。2015年10月，漫威确认《蚁人》有续集电影並名为《蟻人與黃蜂女》，计划于2018年7月6日上映。同月下旬，瑞德進入談判，並確定執導續集。11月，路德和莉莉將再次飾演蟻人及荷普·汎戴茵。12月，安德魯·鮑爾（Andrew Barrer）、加百利·法拉利（Gabriel Ferrari）和路德被證實為該作編劇。2016年8月，麥可·潘納確認在續集中仍會飾演路易斯。

## 備註
1. ↑  依照漫威電影宇宙上映次序。
2. ↑  依照漫威電影宇宙中故事發生的時間次序，參見漫威电影宇宙#時間線。
3. ↑  後續劇情參見2023年電影《蟻俠與黃蜂女：量子狂熱》。
4. ↑  後續劇情參見2016年電影《美國隊長3：英雄內戰》。

## 外部連結
- 官方网站
- 蟻人的Facebook專頁
- 互联网电影数据库（IMDb）上《蟻俠》的资料（英文）
- Box Office Mojo上《蟻俠》的資料（英文）
- 爛番茄上《蟻俠》的資料（英文）
- Metacritic上《蟻俠》的資料（英文）
- AllMovie上《蟻人》的资料（英文）
- 開眼電影網上《蟻人》的資料（繁體中文）
- 时光网上《蟻人》的資料（简体中文）
- 豆瓣电影上《蟻人》的資料 （简体中文）